# Io sarò per te (Reaching in to You)
Io sarò per te (Reaching in to You) è un brano musicale del cantante italiano Gigi D'Alessio eseguito in duetto con la cantante statunitense Macy Gray e scritto dal cantautore napoletano insieme a Chuck Rolando.
Il brano è il quarto estratto dall'album Chiaro di D'Alessio.
È stato pubblicato come singolo il 9 novembre 2012 dall'etichetta discografica GGD.

## Il brano
La canzone è una dichiarazione d'amore di un uomo per la donna che ama e che vorrebbe avere con sé per il resto della sua vita.
È una romantica ballata che si espande nel soul nella quale il cantautore ospita la voce internazionale ricca e graffiante della cantante statunitense Macy Gray.

## Tracce
Download digitale
1. Io sarò per te (Reaching in to You) - 3:22

## Formazione
- Gigi D'Alessio - voce, compositore
- Macy Gray - voce
- Alfredo Golino e Steve Jordan - batteria
- Pino Palladino - basso
- Michael Thompson - chitarre
- Tower of Power - fiati